# Grammy Awards 1995
Die 37. Vergabe der US-amerikanischen Grammys fand am 1. März 1995 statt.
Bei den Grammy Awards 1995 wurden 87 Kategorien in 26 Feldern ausgezeichnet sowie fünf Ehren-Grammys für das Lebenswerk vergeben.

## Hauptkategorien
Single des Jahres (Record of the Year):
- All I Wanna Do von Sheryl Crow

Album des Jahres (Album of the Year):
- MTV Unplugged von Tony Bennett

Song des Jahres (Song of the Year):
- Streets of Philadelphia von Bruce Springsteen (Autor: Bruce Springsteen)

Bester neuer Künstler (Best New Artist):
- Sheryl Crow

## Arbeit hinter dem Mischpult
Produzent des Jahres (Producer Of The Year):
- Don Was

Klassik-Produzent des Jahres (Classical Producer Of The Year):
- Andrew Cornall

Beste Abmischung eines Albums, ohne klassische Musik (Best Engineered Album, Non-Classical):
- Longing In Their Hearts von Bonnie Raitt

Beste Abmischung einer Klassikaufnahme (Best Classical Engineered Recording):
- Copland: Music For Films (The Red Pony, Our Town, Etc.) vom Saint Louis Symphony Orchestra unter Leitung von Leonard Slatkin

## Pop
Beste weibliche Gesangsdarbietung – Pop (Best Female Pop Vocal Performance):
- All I Wanna Do von Sheryl Crow

Beste männliche Gesangsdarbietung – Pop (Best Male Pop Vocal Performance):
- Can You Feel the Love Tonight von Elton John

Beste Darbietung eines Duos oder einer Gruppe mit Gesang – Pop (Best Pop Performance By A Duo Or Group With Vocals):
- I Swear von All-4-One

Beste Zusammenarbeit mit Gesang – Pop (Best Pop Collaboration With Vocals):
- Funny How Time Slips Away von Al Green & Lyle Lovett

Beste Instrumentaldarbietung – Pop (Best Pop Instrumental Performance):
- Cruisin’ von Booker T. & the M.G.’s

Bestes Popalbum (Best Pop Album):
- Longing In Their Hearts von Bonnie Raitt

## Traditioneller Pop
Bestes Gesangsalbum – Traditioneller Pop (Best Traditional Pop Vocal Album):
- MTV Unplugged von Tony Bennett

## Rock
Beste weibliche Gesangsdarbietung – Rock (Best Female Rock Vocal Performance):
- Come To My Window von Melissa Etheridge

Beste männliche Gesangsdarbietung – Rock (Best Male Rock Vocal Performance):
- Streets of Philadelphia von Bruce Springsteen

Beste Darbietung eines Duos oder einer Gruppe mit Gesang – Rock (Best Rock Performance By A Duo Or Group With Vocals):
- Crazy von Aerosmith

Beste Hard-Rock-Darbietung (Best Hard Rock Performance):
- Black Hole Sun von Soundgarden

Beste Metal-Darbietung (Best Metal Performance):
- Spoonman von Soundgarden

Beste Darbietung eines Rockinstrumentals (Best Rock Instrumental Performance):
- Marooned von Pink Floyd

Bester Rocksong (Best Rock Song):
- Streets of Philadelphia von Bruce Springsteen (Autor: Bruce Springsteen)

Bestes Rock-Album (Best Rock Album):
- Voodoo Lounge von den Rolling Stones

## Alternative
Bestes Alternative-Album (Best Alternative Music Album):
- Dookie von Green Day

## Rhythm & Blues
Beste weibliche Gesangsdarbietung – R&B (Best Female R&B Vocal Performance):
- Breathe Again von Toni Braxton

Beste männliche Gesangsdarbietung – R&B (Best Male R&B Vocal Performance):
- When Can I See You von Babyface

Beste Darbietung eines Duos oder einer Gruppe mit Gesang – Pop (Best R&B Performance By A Duo Or Group With Vocals):
- I'll Make Love To You von Boyz II Men

Bester R&B-Song (Best R&B Song):
- I'll Make Love To You von Boyz II Men (Autor: Kenneth Edmonds)

Bestes R&B-Album (Best R&B Album):
- II von Boyz II Men

## Rap
Beste Solodarbietung – Rap (Best Rap Solo Performance):
- U.N.I.T.Y. von Queen Latifah

Beste Darbietung eines Duos oder einer Gruppe – Rap (Best Rap Performance By A Duo Or Group):
- None Of Your Business von Salt’N’Pepa

## Country
Beste weibliche Gesangsdarbietung – Country (Best Country Vocal Performance, Female):
- Shut Up And Kiss Me von Mary Chapin Carpenter

Beste männliche Gesangsdarbietung – Country (Best Country Vocal Performance, Male):
- When Love Finds You von Vince Gill

Beste Countrydarbietung eines Duos oder einer Gruppe (Best Country Performance By A Duo Or Group With Vocal):
- Blues For Dixie von Asleep At The Wheel & Lyle Lovett

Beste Zusammenarbeit mit Gesang – Country (Best Country Vocal Collaboration):
- I Fall To Pieces von Aaron Neville & Trisha Yearwood

Bestes Darbietung eines Countryinstrumentals (Best Country Instrumental Performance):
- Young Thing von Chet Atkins

Bester Countrysong (Best Country Song):
- I Swear von John Michael Montgomery (Autoren: Gary Baker, Frank J. Myers)

Bestes Country-Album (Best Country Album):
- Stones In The Road von Mary Chapin Carpenter

Bestes Bluegrass-Aufnahme (Best Bluegrass Recording):
- The Great Dobro Sessions von verschiedenen Interpreten

## New Age
Bestes New-Age-Album (Best New Age Album):
- Prayer For The Wild Things von Paul Winter

## Jazz
Beste zeitgenössisches Jazzdarbietung (Best Contemporary Jazz Performance):
- Out Of The Loop von den Brecker Brothers

Beste Jazz-Gesangsdarbietung (Best Jazz Vocal Performance):
- Mystery Lady – Songs Of Billie Holiday von Etta James

Bestes Jazz-Instrumentalsolo (Best Jazz Instrumental Solo):
- Prelude To A Kiss von Benny Carter

Beste Jazz-Instrumentaldarbietung, Einzelkünstler oder Gruppe (Best Jazz Instrumental Performance, Individual or Group):
- A Tribute to Miles von Ron Carter, Herbie Hancock, Wallace Roney, Wayne Shorter & Tony Williams

Beste Darbietung eines Jazz-Großensembles (Best Large Jazz Ensemble Performance):
- Journey von McCoy Tyner

Beste Latin-Jazz-Darbietung (Best Latin Jazz Performance):
- Danzon von Arturo Sandoval

## Gospel
Bestes Rock-Gospel-Album (Best Rock Gospel Album):
- Wake-Up Call von Petra

Bestes zeitgenössisches / Pop-Gospelalbum (Best Pop / Contemporary Gospel Album):
- Mercy von Andraé Crouch

Bestes Gospel-, Country-Gospel- oder Bluegrass-Gospel-Album (Best Gospel, Country Gospel Or Bluegrass Gospel Album):
- I Know Who Holds Tomorrow von Alison Krauss & The Cox Family

Bestes traditionelles Soul-Gospelalbum (Best Traditional Soul Gospel Album):
- Songs Of The Church – Live In Memphis von Albertina Walker

Bestes zeitgenössisches Soul-Gospelalbum (Best Contemporary Soul Gospel Album):
- Join The Band von Take 6

Bestes Gospelchor-Album (Best Gospel Album By A Choir Or Chorus):
- Through God's Eyes von den Thompson Community Singers unter Leitung von Milton Brunson
- Live In Atlanta At Morehouse College vom Love Fellowship Crusade Choir unter Leitung von Hezekiah Walker

## Latin
Beste Latin-Pop-Darbietung (Best Latin Pop Performance):
- Segundo Romance von Luis Miguel

Beste Tropical-Latin-Darbietung (Best Tropical Latin Performance):
- Master Sessions Volume 1 von Israel „Cachao“ López

Beste Darbietung mexikanisch-amerikanischer Musik (Best Mexican-American Performance)
- Recuerdo a Javier Solis von Vikki Carr

## Blues
Bestes traditionelles Blues-Album (Best Traditional Blues Album):
- From the Cradle von Eric Clapton

Bestes zeitgenössisches Blues-Album (Best Contemporary Blues Album):
- Father Father von den Pops Staples

## Folk
Bestes traditionelles Folkalbum (Best Traditional Folk Album):
- World Gone Wrong von Bob Dylan

Bestes zeitgenössisches Folkalbum (Best Contemporary Folk Album):
- American Recordings von Johnny Cash

## Reggae
Bestes Reggae-Album (Best Reggae Album):
- Crucial! Roots Classics von Bunny Wailer

## Weltmusik
Bestes Weltmusikalbum (Best World Music Album):
- Talking Timbuktu von Ry Cooder & Ali Farka Touré

## Polka
Bestes Polkaalbum (Best Polka Album):
- Musik And Friends von der Walter Ostanek Band

## Für Kinder
Bestes Musikalbum für Kinder (Best Musical Album For Children):
- The Lion King: Original Motion Picture Soundtrack von verschiedenen Interpreten (Produzenten: Mark Mancina, Jay Rifkin, Chris Thomas, Hans Zimmer)

Bestes gesprochenes Album für Kinder (Best Spoken Word Album For Children):
- The Lion King Read-Along von Robert Guillaume (Produzenten: Ted Kryczko, Randy Thornton)

## Sprache
Bestes gesprochenes Album oder Album ohne Musik (Best Spoken Word Or Non-Musical Album):
- Get In The Van – On The Road With Black Flag von Henry Rollins

Bestes gesprochenes Comedyalbum (Best Spoken Comedy Album):
- Live From Hell von Sam Kinison

## Musical Show
Bestes Musical-Show-Album (Best Musical Show Album):
- Passion von der Originalbesetzung (Komponist: Stephen Sondheim; Produzent: Phil Ramone)

## Komposition / Arrangement
Beste Instrumentalkomposition (Best Instrumental Composition):
- African Skies von Michael Brecker

Bestes Instrumentalarrangement (Best Instrumental Arrangement):
- Three Cowboy Songs (Arrangeur: Dave Grusin)

Bestes Instrumentalarrangement mit Gesangsbegleitung (Best Instrumental Arrangement Accompanying Vocals):
- Circle of Life von Carmen Twillie (Arrangeure: Hans Zimmer, Lebo Morake)

Bester Song geschrieben speziell für Film oder Fernsehen (Best Song Written Specifically For A Motion Picture Or For Television):
- Streets Of Philadelphia von Bruce Springsteen

Beste Instrumentalkomposition geschrieben für Film oder Fernsehen (Best Instrumental Composition Written For A Motion Picture Or For Television):
- Schindler's List (Komponist: John Williams)

## Packages und Album-Begleittexte
Bestes Aufnahme-Paket (Best Recording Package):
- Tribute To The Music Of Bob Wills & The Texas Playboys von Asleep At The Wheel

Bestes Aufnahme-Paket als Box (Best Recording Package – Boxed):
- The Complete Ella Fitzgerald Songbooks von Ella Fitzgerald

Bester Album-Begleittext (Best Album Notes):
- Louis Armstrong – Portrait Of The Artist As A Young Man 1923–1934 von Louis Armstrong

## Historische Aufnahmen
Bestes historisches Album (Best Historical Album):
- The Complete Ella Fitzgerald Song Books On Verve von Ella Fitzgerald (Produzent: Michael Lang)

## Klassische Musik
Bestes Klassik-Album (Best Classical Album):
- Bartók: Concerto For Orchestra; Four Orchestral Pieces, Op. 12 des Chicago Symphony Orchestra unter Leitung von Pierre Boulez

Beste Orchesterdarbietung (Best Orchestral Performance):
- Bartók: Concerto For Orchestra; Four Orchestral Pieces, Op. 12 des Chicago Symphony Orchestra unter Leitung von Pierre Boulez

Beste Opernaufnahme (Best Opera Recording):
- Floyd: Susannah von Kenn Chester, Jerry Hadley, Samuel Ramey, Cheryl Studer und dem Orchestre de l’Opéra de Lyon und Chor unter Leitung von Kent Nagano

Beste Chordarbietung (Best Choral Performance):
- Berlioz: Messe solennelle vom Monteverdi Choir unter Leitung von John Eliot Gardiner und dem Orchestre Révolutionnaire et Romantique

Beste Soloinstrument-Darbietung mit Orchester (Best Instrumental Soloist(s) Performance with Orchestra):
- The New York Album – Works Of Albert, Bartók & Bloch von Yo-Yo Ma und dem Baltimore Orchestra unter Leitung von David Zinman

Beste Soloinstrument-Darbietung ohne Orchester (Best Instrumental Soloist(s) Performance without Orchestra):
- Haydn: Klaviersonaten Nr. 32, 47, 53, 59 von Emanuel Ax

Beste Kammermusik-Darbietung (Best Chamber Music Performance):
- Beethoven / Mozart: Quintette (Chicago-Berlin) von Daniel Barenboim, Dale Clevenger, Larry Combs, Daniele Damiano, Hansjörg Schellenberger und den Berliner Philharmonikern

Beste klassische Gesangsdarbietung (Best Classical Vocal Performance):
- The Impatient Lover – Italian Songs By Beethoven, Schubert, Mozart von Cecilia Bartoli

Beste zeitgenössische klassische Komposition (Best Classical Contemporary Composition):
- Cello Concerto von Yo-Yo Ma unter Leitung von David Zinman (Komponist: Stephen Albert)

## Musikvideo
Bestes Musik-Kurzvideo (Best Short Form Music Video):
- Love Is Strong von den Rolling Stones

Bestes Musik-Langvideo (Best Long Form Music Video):
- Zoo TV – Live From Sidney von U2

## Special Merit Awards

### Grammy Lifetime Achievement Award
- Patsy Cline
- Peggy Lee
- Henry Mancini
- Curtis Mayfield
- Barbra Streisand

Trustees Award
- Pierre Cossette